# 세이조
세이조(일본어: 成城)는 일본 도쿄도 세타가야구의 지역명이다. 행정구역상으로는 오다큐 전철 오다와라 선의 세이조가쿠엔마에 역을 중심으로 한 지역을 가리킨다. 도쿄 도 오타구의 덴엔토시, 미나토구의 시로카네와 더불어 도쿄 유수의 고급주택가이다. 연예인을 비롯한 유명인이 많이 사는 곳으로 유명하며, 특히 역의 북쪽 출구에 있는 5,6정목 부근에 고급주택가가 밀집되어 있다. 이 일대지역은 맨션이나 커다란 상업건물대신, 넓은 개인주택으로 잘 정비되어 있다.

## 지명유래
1925년에 당시의 도쿄 시 우시고메 구(현재의 신주쿠구) 하라마치에서 이전해온 세이조 학원에서 유래하였다. 그 이전까지의 행정구역명은 기타타마 군 기누타 촌 기타미였다. 1927년에 학원측의 요청에 의해 역이 설치되면서 지명으로 정착되었다.